# Zgyerka János
Zgyerka János (Sárisáp, 1903. április 13. – Budapest, 1982. január 26.) magyar bányász, szakszervezeti vezető, országgyűlési képviselő (1945–1958), politikus, vállalatvezető.

## Életpályája
Hat elemit végzett; a vájár szakmát tanulta ki. 1918-tól a munkásmozgalom résztvevője volt.
1926-tól a bányászszakszervezet egyik helyi vezetője volt. 1928-tól az illegálisan működő Kommunisták Magyarországi Pártjának tagja volt.
1930–1931 között Franciaországban dolgozott bányászként; itt kapcsolatba került a Francia Kommunista Párttal. 1932-ben hazajött; letartóztatták és egy éves börtönre ítélték. Az 1930-as évek végén a Bányamunkások Országos Szövetségének választmányi tagja volt.
1944. március 19-én ismét letartóztatták. Szabadulása után nem ment haza; a környékbeli erdőkben bújkált. Bányászokból álló partizán csoportot szervezett, harcolt a németek ellen, részt vett szülővárosa felszabadításában. 1945-től a Szakszervezeti Tanács tagja volt. 1945. június 24-én az Ideiglenes Nemzetgyűlés tagja lett Dunántúlon (Tatabánya). 1945–1951 között az MDP KV tagja volt. 1945–1958 között országgyűlési képviselő volt. 1945–1950 között a Magyar Bányamunkások Szabad Szakszervezetének főtitkára volt. 1948–1953 között a SZOT alelnöke volt.
1950–1958 között a Salgótarjáni Szénbányák Vállalat igazgatója volt. 1957-ben a Dorogi Szénbányák Tröszt kormánybiztosa volt. 1958–1961 között a Bányaipari Dolgozók Szakszervezetének elnöke, 1980-tól tiszteletbeli elnöke volt.
1961-ben nyugdíjba vonult.

## Családja
Szülei Zgyerka Tamás és Kollár Apollónia voltak. Hat testvére volt; a három fiú testvére a helyi bányában dolgozott. Három gyermeke született; lánya három hónaposan elhunyt, Sándor biológia-kémia szakos tanár volt; János pénzügyi szakemberként dolgozott.

## Díjai
- Magyar Szabadság érdemrend ezüst fokozata (1946)
- A Magyar Köztársasági Érdemrend középkeresztje (1948)
- Kossuth-érdemrend III. osztály (1950)
- Munka Érdemrend (1956, 1963)
- A Munka Vörös Zászló Érdemrendje (1957; 1973)
- Munkás-paraszt Hatalomért emlékérem (1957)
- Munka Érdemrend arany fokozata (1965, 1970)
- Szocialista Hazáért Érdemrend (1967)
- Magyar Népköztársaság Érdemrendje (1975)
- Szocialista Magyarországért Érdemrend (1977)